# 拉罗克圣玛格丽特
拉罗克圣玛格丽特（法語：La Roque-Sainte-Marguerite，法語發音：[la ʁɔk sɛ̃t maʁɡərit]）是法国阿韦龙省的一个市镇，位于该省东部偏南，属于米约区。

## 地理
拉罗克圣玛格丽特（44°7'30"N, 3°13'22"E）面积49.4 平方千米，位于法国奧克西塔尼大區阿韦龙省，该省份为法国南部内陆省份，位于法國中央高原南部，北起顺时针与康塔爾省、洛泽尔省、加尔省、埃罗省、塔恩省、塔恩-加龙省和洛特省接壤。
与拉罗克圣玛格丽特接壤的市镇（或旧市镇、城区）包括：拉克雷斯、米约、楠村、佩尔洛、圣安德烈德韦济讷、拉尼埃若勒、勒旺。

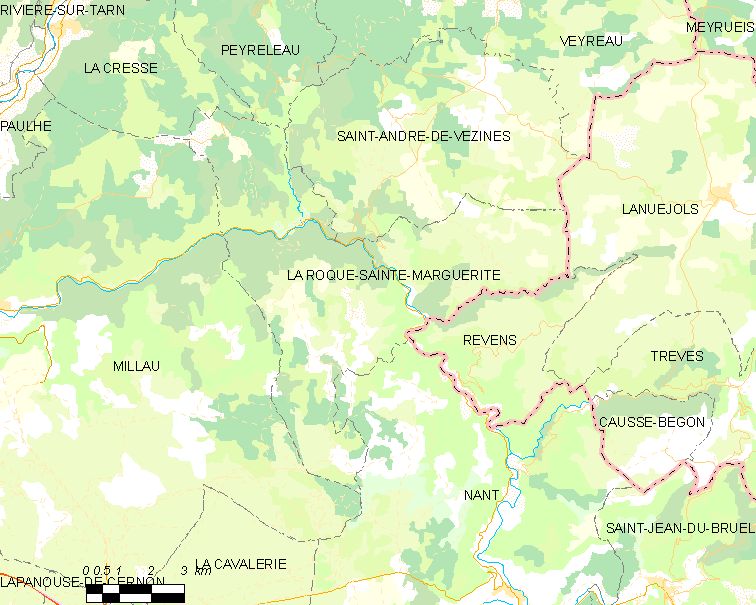
拉罗克圣玛格丽特的OSM定位图

拉罗克圣玛格丽特的时区为UTC+01:00、UTC+02:00（夏令时）。

## 行政
拉罗克圣玛格丽特的邮政编码为12100，INSEE市镇编码为12204。

## 政治
拉罗克圣玛格丽特所属的省级选区为塔恩-科斯县。

## 人口

1962-2008年间拉罗克圣玛格丽特人口变化图示

拉罗克圣玛格丽特于2022年1月1日时的人口数量为178人。